# Trentels
Trentels är en kommun i departementet Lot-et-Garonne i regionen Nouvelle-Aquitaine i sydvästra Frankrike. Kommunen ligger i kantonen Penne-d'Agenais som tillhör arrondissementet Villeneuve-sur-Lot. År 2022 hade Trentels 866 invånare.

## Befolkningsutveckling
Antalet invånare i kommunen Trentels
| Referens: INSEE |